# Latia neritoides
Latia neritoides – gatunek małego ślimaka słodkowodnego, z rodziny Latiidae, endemit występujący na Wyspie Północnej Nowej Zelandii.

## Systematyka
Holotyp znajduje się w kolekcji British Museum. Nazwa rodzajowa oznacza ‘ukryta’ (łac. lateo – ukrywać, chować), epitet gatunkowy oznacza ‘podobna do nerity’– nazwa jest trochę myląca, bo w rzeczy samej muszla ślimaka bardziej przypomina ślimaki z rodzaju Crepidula niż Nerita.

## Cechy morfologiczne
Muszla czapeczkowata, jajowata, o długości 8,5–11 mm, szerokości 6–8 mm i wysokości 3–4,5 mm, cienka i delikatna, gładka, brązowawa, półprzezroczysta. Szew lekko zaznaczony, linie przyrostu gęste, wyraźnie zaznaczone. Szczyt muszli cofnięty do tyłu, wystający lekko poza brzeg i przesunięty lekko na lewą stronę, ze spiralną (1 skręt) muszlą embrionalną. Otwór muszli szeroki, owalny, brzeg muszli cienki, zaokrąglony, w części tylnej prosty. Wnętrze muszli błyszczące, gładkie.
Kolor ciała ciemnobrązowy, brunatny. Czułki nitkowate. Oczy przy zewnętrznej podstawie czułków. Formuła zębowa: 30 x 27 + 1 + 27. Ząb centralny mały, dwuwierzchołkowy. Zęby boczne stopniowo coraz większe aż do 16, dalej malejące, mają początkowo 1, potem 2 wreszcie 3 wierzchołki przy krawędzi.

## Biologia i ekologia
Ślimak występuje w czystych, szybko płynących strumieniach i rzekach na Wyspie Północnej Nowej Zelandii. Preferuje dno twarde, kamieniste – przebywa pod kamieniami. Miejscami stosunkowo liczny, osobniki występują skupiskowo.
Liczba chromosomów: 2n=18
Zdrapywacz, żeruje na peryfitonie.

### Bioluminescencja
Ślimaki te zdolne są do wytwarzania światła – podrażnione lub zaniepokojone świecą. 
Zdolność wytwarzania światła zawdzięczają lucyferazie utleniającej lucyferynę. Lucyferyna Latii to pod względem chemicznym mrówczan (E)-2-metylo-4-(2,6,6-trimetylo-1-cyclohex-1-yl)-1-buten-1-olu.
Reakcja wyzwalająca światło przebiega według następującego wzoru:
lucyferyna + XH2 + 2 O2 → utleniona lucyferyna + CO2 + HCOOH + X + H2O + światło
przy czym XH2 to reduktor, lucyferyna i ‘białko purpurowe’ są kofaktorami.
Jest to jedyny znany ślimak słodkowodny zdolny do bioluminescencji.